# Insula Roxa
Roxa este una dintre cele 88 de insule care alcătuiesc arhipelagul Bijagós. Are o suprafață de 111 km 2.